# پل وارتل
پل وارتل (به انگلیسی: Paul Wartelle) ژیمناست زادهٔ ۹ ژانویهٔ ۱۸۹۲ میلادی اهل کشور فرانسه است.